# Kahramanmaraşspor
Kahramanmaraşspor – turecki klub piłkarski, grający w TFF 2. Lig (II poziom rozgrywek), mający siedzibę w mieście Kahramanmaraş.

## Historia
Klub został założony 21 lutego 1969 roku jako Kahramanmaras SK. W sezonie 1987/1988 wygrał rozgrywki TFF 1. Lig i po raz pierwszy w swojej historii awansował do Süper Lig. W Süper Lig grał przez rok. Zajął 18. pozycję i powrócił do TFF 1. Lig.

## Stadion
Domowe mecze klub rozgrywa na stadionie o nazwie 12 Şubat Stadyumu, który może pomieścić 15050 widzów.

## Sukcesy
- TFF 1. Lig

- - mistrzostwo (1): 1987/1988
- TFF 2. Lig:

- - mistrzostwo (1): 2012/2013

## Historia występów w pierwszej lidze
| Sezon     | Pozycja      | M  | Pkt. | Z | R  | P  | GZ | GS |
| --------- | ------------ | -- | ---- | - | -- | -- | -- | -- |
| 1988/1989 | 18. (spadek) | 36 | 23   | 4 | 11 | 21 | 22 | 71 |

## Reprezentanci kraju grający w klubie
Stan na październik 2015.
| - Muammer Birdal - Hasan Gültang - Ozan İpek - Mehmet Özdilek - Hüsnü Özkara - Kemalettin Şentürk | - Fərid Quliyev - Razak Omotoyossi - Djordjije Ćetković - Izu Azuka - Azan Muhadow |